# Ranunculus schoddei
Ranunculus schoddei är en ranunkelväxtart som beskrevs av Hansjörg Eichler och P. van Royen. Ranunculus schoddei ingår i släktet ranunkler, och familjen ranunkelväxter. Inga underarter finns listade i Catalogue of Life.